# Knebo Guttenberger

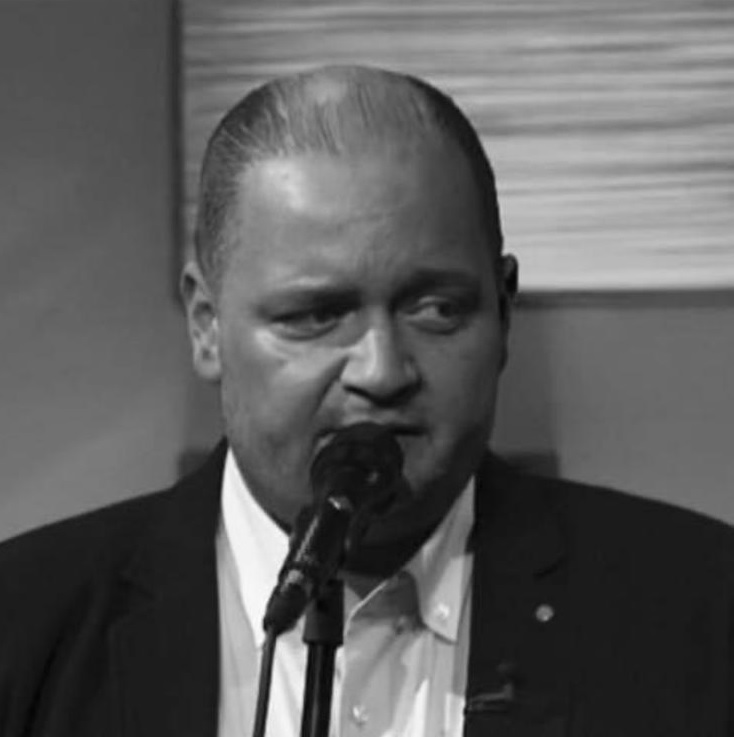
Knebo Guttenberger (Südwestrundfunk 2017)

Knebo Guttenberger (* 20. Januar 1982 in Stuttgart) ist ein deutscher Jazzmusiker (Gesang, Gitarre), dessen Schwerpunkt auf dem Jazz-Gesang und der Rhythmusgitarre des Jazz Manouche / Gypsy Jazz liegen.

## Leben und Wirken
Der deutsche Gitarrist mit Sintiwurzeln erlernte bereits im Alter von neun Jahren das Gitarrenspiel, dem im Alter von 13 Jahren der Gesang folgte. In späteren Jahren war er zeitweilig als Frontman des Bundesjugendjazzorchesters tätig.
Im Jahre 2012 gründete er zusammen mit seinem Bruder Mano Guttenberger und dem Bassisten Branko Arnsek die Guttenberger Brothers, die in der süddeutschen Jazzszene konzertieren. Als Crooner tritt er im Trio mit Frank Eberle und Branko Arnsek, aber auch im Quintett mit Andreas Fetzer, Harald Schwer, Jens Loh und Bernard Flega auf.
Knebo Guttenberger spielte zudem mit Stars der Jazz-Manouche-/Gypsy-Jazz-Szene, wie zum Beispiel Wawau Adler oder Fola Dada.

## Diskographische Hinweise
- Guttenberger Brothers: #one (59music, 2015)[4]
- Wawau Adler: Here’s to Django (minor music 2010, mit Joel Locher, Mano & Knebo Guttenberger)